# Joan Baptiste
Joan Baptiste (Joan Jeanetta Baptiste; * 12. Oktober 1959 auf St. Vincent) ist eine ehemalige britische Sprinterin.
1983 gewann sie über 200 m Silber bei den Leichtathletik-Halleneuropameisterschaften in Budapest. Bei den Weltmeisterschaften in Helsinki erreichte sie über 200 m das Halbfinale und holte mit der britischen Mannschaft Silber in der 4-mal-100-Meter-Staffel.
Einem weiteren Halbfinaleinzug über 200 m bei den Olympischen Spielen 1984 in Los Angeles folgte 1986 der Sieg mit der englischen Mannschaft bei der 4-mal-100-Meter-Staffel der Commonwealth Games in Edinburgh.

## Persönliche Bestzeiten
- 60 m (Halle): 7,32 s, 24. Januar 1987, Cosford
- 100 m: 11,32 s, 24. August 1983, Zürich
- 200 m: 22,86 s, 9. August 1984, Los Angeles
  - Halle: 23,33 s, 23. Februar 1985, Stuttgart